# Orchamus yersini
Orchamus yersini är en insektsart som först beskrevs av Brunner von Wattenwyl 1882.  Orchamus yersini ingår i släktet Orchamus och familjen Pamphagidae. Inga underarter finns listade i Catalogue of Life.